# Rhytiphora nigrovirens
Rhytiphora nigrovirens är en skalbaggsart som först beskrevs av Jean Baptiste Boisduval 1835.  Rhytiphora nigrovirens ingår i släktet Rhytiphora och familjen långhorningar. Inga underarter finns listade i Catalogue of Life.